# Domingo Peña Fernández
Domingo Antonio Peña Fernández (Santiago de Compostela, 1821 - Lugo, 13 de noviembre de 1892) fue un compositor y maestro de capilla español.

## Vida
Domingo Antonio Peña Fernández nació en Santiago de Compostela en 1821.
Tras la partida del maestro Francisco Reyero a Burgos, la Catedral de Lugo permaneció sin maestro de capilla por más de 20 años, hasta el Concordato de 1851, cuando se crearon los cargos de maestro de capilla, organista y sochantres primero y segundo. La convocatoria para el magisterio se publicó el 10 de diciembre de 1852 y fue prorrogada el 28 de enero de 1853. Finalmente el cargo recayó en Domingo Peña Fernández, que en ese momento ya estaba tonsurado. Tomó posesión del cargo el 20 de septiembre de ese año. Al día siguiente se creó una comisión para entregarle el archivo de música tras haberlo inventariado. Entre sus primeras tareas extramusicales, el cabildo le encargó el 28 de abril de 1854 que los coristas supieran la doctrina cristiana.
Peña debía tener una personalidad muy particular y no pasaba desapercibido, tal como relata Augusto Pozzi en sus memorias. En el Círculo de Las Artes de Lugo dirigía la tertulia artística, a la que acudía vestido de capa azul y tocado de bombín, en lugar del manteo y la teja, que le correspondían como sacerdote: ni iba de uniforme, ni dejaba de ir. Peña obligaba a los participantes de la tertulia a que iniciasen sus intervenciones con un aleluya versificado, lo que daría pie a numerosas chanzas.
Tuvo numerosas disputas con el cabildo, que de alguna manera lo mantuvo en el cargo por 30 años. Por ejemplo, la Catedral había recibido como regalo un manicordio del obispo de Zamora, Bernardo Conde y Corral. Peña se llevó el instrumento a casa, donde lo tocaba para su disfrute musical o para las visitas. En 1878 hubo una polémica porque el maestro se negaba a devolverlo a la Catedral, que Pozzi recordaba en sus memorias:

- Y dígame, maese Peña, ¿repartió el cabildo mucha leña?
- Me llevé el manicordio y recibí un exordio.

Disputas mayores fuero un altercado con el juez de coro a principios de su magisterio y un litigio con el salmista Pastrana ante el tribunal eclesiástico. Fue suspendido en el cargo en varias ocasiones, prometiendo después enmiendas que luego incumpliría. El 24 de mayo de 1878 el cabildo editó el Arreglo de la capilla de música de esta santa iglesia catedral, que da una idea del tamaño del coro de 17 músicos, pero también de la necesidad de introducir un cierto orden en su funcionamiento.
El cabildo mantuvo al maestro hasta el 2 de julio de 1886, fecha en la que lo relevó definitivamente del cargo, a pesar de que le faltaban solo tres años para poder jubilarse. Se le permitió elegir a su sustituto, que recayó sobre el contralto Márquez. Se le concedió la jubilación anticipada, con la condición de satisfacer su peculio a la fábrica lo acostumbrado y de asistir al coro. Falleció en Lugo el 13 de noviembre de 1892.

## Obra
Se conservan composiciones del maestro Peña en el archivo de música de la Catedral de Lugo.